# Doorn

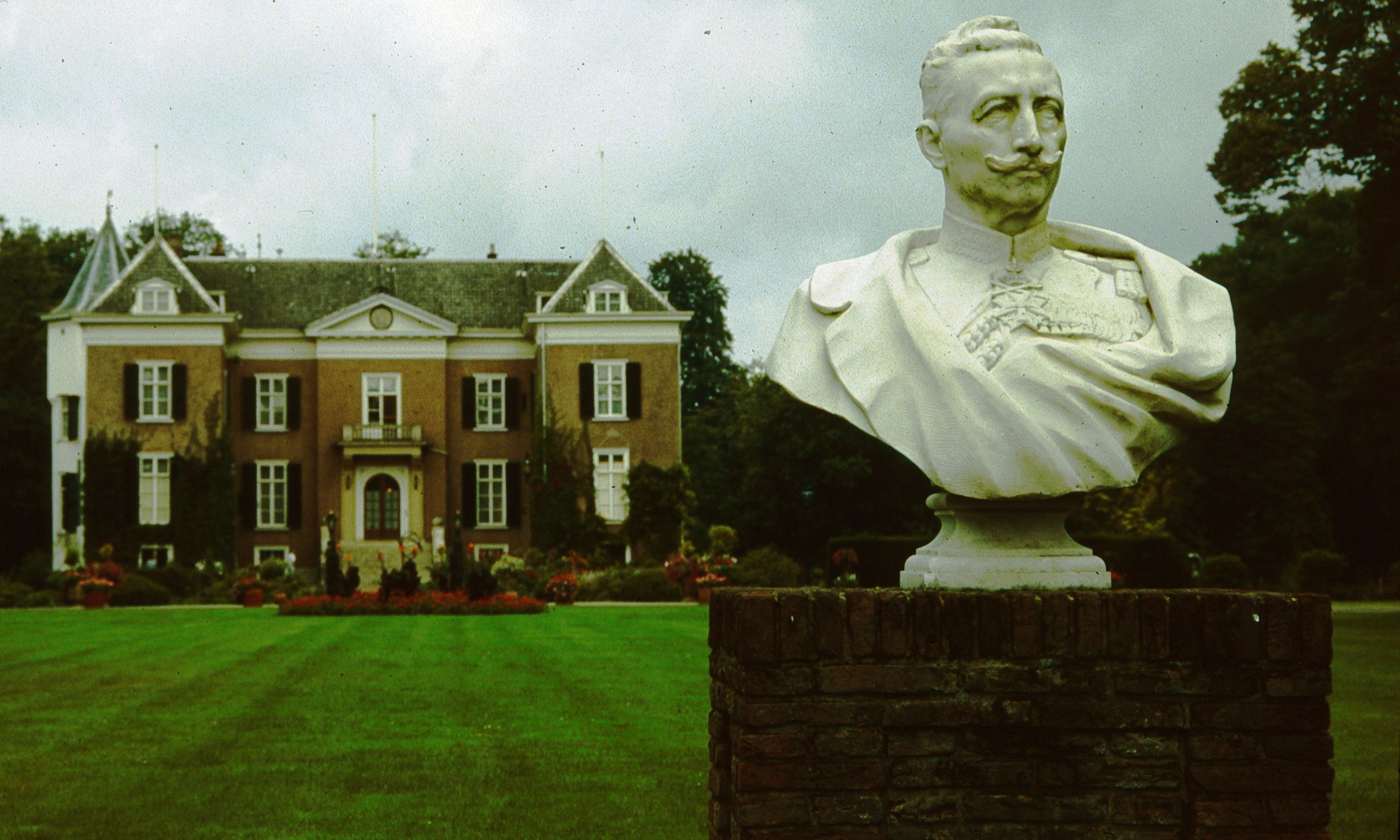
Busto de Guillermo II en Doorn.

Doorn es una localidad en el municipio de Utrechtse Heuvelrug en la provincia de Utrecht, en la zona central de los
Países Bajos. 
El último emperador de Alemania, el Káiser Guillermo II, tras ser depuesto en 1918 al final de la Primera Guerra Mundial, vivió en el centro de la aldea, en el castillo de Doorn (Huis Doorn), donde murió en 1941. 
Doorn es también una importante base para la Marina Real de los Países Bajos y donde se ubica el Arboretum Von Gimborn